# Mistrzostwa NACAC w Wielobojach 2005
1. Mistrzostwa NACAC w Wielobojach – zawody lekkoatletyczne, które odbyły się 28 i 29 maja 2005 w stolicy Portoryko – San Juan.

## Rezultaty

### Mężczyźni
| Konkurencja:  | Złoto         | Wynik     | Srebro      | Wynik     | Brąz       | Wynik     |
| Dziesięciobój | Maurice Smith | 8232 pkt. | Ryan Harlan | 7997 pkt. | Paul Terek | 7923 pkt. |

### Kobiety
| Konkurencja: | Złoto         | Wynik     | Srebro        | Wynik     | Brąz           | Wynik     |
| Siedmiobój   | Fiona Asigbee | 5868 pkt. | Tracye Thomas | 5603 pkt. | Jackie Poulson | 5499 pkt. |

## Rekordy
Podczas mityngu ustanowiono 2 krajowe rekordy w kategorii seniorów:
| Zawodnik      | Reprezentacja | Konkurencja   | Rezultat  |
| ------------- | ------------- | ------------- | --------- |
| Maurice Smith | Jamajka       | dziesięciobój | 8232 pkt. |
| Coralys Ortiz | Portoryko     | siedmiobój    | 5321 pkt. |